# Acalypha lechleri
Acalypha lechleri é uma espécie de flor do gênero Acalypha, pertencente à família Euphorbiaceae.